# Muttertaubheit
Muttertaubheit und Vatertaubheit beschreibt das Verhalten eines Kindes, dass gewohnt ist, die Aufforderungen und Hinweise seiner Eltern zu überhören.
Mutter- und Vatertaubheit resultiert in erster Linie aus der Frustration eines Kindes, welches das Gefühl hat, den Forderungen der Eltern gerecht werden zu können.
Dem können verschiedene Handlungsweisen der Erziehungspersonen zugrunde liegen, etwa ein mangelndes Einfühlungsvermögen oder ein nicht altersgerechter Umgang mit dem Kind. 
Ein ausschließlich mahnender Umgang mit dem Kind, ohne ihm bei richtigem Handeln Erfolgserlebnisse zu vermitteln, sollte vermieden werden. Ebenso ein für das Kind widersprüchliches Verhalten der Eltern. 
Hat sich beim Kind eine Mutter- oder Vatertaubheit entwickelt, kann dies auch dazu führen, dass die Kinder die Ansprache von Lehrer oder andere Erziehungspersonen überhören.

## Verwendung des Begriffs
„Das Wiederholen von Aufforderungen führt dazu, dass das Kind «muttertaub» bzw. «vatertaub» wird, das heisst, gar nicht mehr hinhört, wenn die Mutter oder der Vater etwas sagt. Kindern müssen wir in der Regel nur einmal sagen, was wichtig ist. Jedes weitere Reden lehrt sie nur, das Unrichtige fortzusetzen mit dem Wissen, dass es ihm ja doch noch mehrmals gesagt wird.“

Der Begriff wird unter anderem von Rudolf Dreikurs und Vicki Soltz in ihrem Werk über Kindererziehung nach den Erkenntnissen Alfred Adlers verwendet.